# El mensaje de los dioses
El mensaje de los dioses (título original: Botschaft der Götter) es un documental de 1976, dirigido por Harald Reinl y Charles Romine, escrito por Manfred Barthel y Charles Romine, está basado en el libro Recuerdos del futuro de Erich von Däniken, musicalizado por Peter Thomas, en la fotografía estuvieron Ted Churchill y Ernst Wild, los protagonistas son William Shatner, Robert Charroux y Jeane Dixon, entre otros. Esta obra fue realizada por R. v. Hirschberg/Rudolf Kalmowicz Filmproduktion y se estrenó el 17 de marzo de 1976.

## Sinopsis
El investigador Erich von Däniken da a conocer sus teorías en las que manifiesta que los extraterrestres han tenido algún tipo de relación con los humanos desde hace muchísimo tiempo. Se examinan diferentes civilizaciones y cómo estos seres influenciaron en ellas.